# Focke-Wulf
La Focke-Wulf Flugzeugbau AG, dal 1936 GmbH,  era un'azienda aeronautica tedesca attiva nella produzione di aerei civili e militari nel periodo interbellico e durante la seconda guerra mondiale.
Fondata nel 1923 mantenne invariata la ragione sociale, tranne che per il tipo di società, fino alla sua fusione, nel 1963, con la Weser-Flugzeugbau GmbH per creare la nuova Vereinigte Flugtechnische Werke (VFW) GmbH.

## Storia
L'azienda venne fondata a Brema il 23 ottobre 1923 con la ragione sociale di  Bremer Flugzeugbau AG dal Prof. Henrich Focke assieme a Georg Wulf ed al Dr. rer. pol. Werner Naumann.
Nello stesso anno l'azienda divenne una società per azioni e venne volturata in Focke-Wulf-Flugzeugbau AG. Nell'azienda, fino al 1933, quindi nei primi nove anni di attività, furono progettati 29 tipi diversi di aerei e vennero costruiti 140 velivoli. Fra questi si ricorda l'F 19 Ente (Anatra), un aeroplano a configurazione canard brevettato nel 1908 assieme al fratello Wilhelm Focke. Ne furono costruiti due esemplari. Fu a bordo di uno dei due esemplari di F 19 che il suo socio, Wulf, trovò la morte nel 1927. Successivamente divenne una Gesellschaft mit beschränkter Haftung (GmbH), l'equivalente dell'italiana società a responsabilità limitata, trasformandosi ancora una volta in Focke-Wulf Flugzeugbau GmbH.
Nel 1933, sotto pressione del governo nazista, la Focke-Wulf si fuse con l'Albatros Flugzeugwerke GmbH con sede a Berlino.